# Jurij Bałandiuk
Jurij Bałandiuk (ukr. Юрій Баландюк, ros. Юрий Баландюк; ur. 7 lipca 1986) – ukraiński zapaśnik startujący w stylu wolnym. Dziewiąty w Pucharze Świata w 2011. Drugi na ME kadetów w 2003 roku.